# Wapen van Noordwoude

Het wapen van Noordwoude

Het wapen van Noordwoude werd op 30 juni 1979 per koninklijk Besluit aan het Zuid-Hollandse waterschap Noordwoude. Het wapen bleef tot 1990 in gebruik, dat jaar ging Noordwoude op in het nieuwe waterschap Meer en Woude. Meer en Woude voerde tot 1999 een geheel nieuw wapen waarin de schuinbalk terugkwam.

## Blazoenering
De blazoenering van het wapen luidde als volgt:
Gekrukt, sabel en zilver, met een versmalde paal van goud, beladen met twee strepen van keel; een schildhoek van goud met een schuinbalk van keel, beladen met drie sterren van goud. Het schild gedekt met een gouden kroon van drie bladeren en twee parels.
Het wapen is bezaaid met krukken, vergelijkbaar met het krukkenkruis, van afwisselend zwart of zilver. In het midden een versmalde gouden paal met twee rode strepen. In de rechterbovenhoek een vrijkwartier met daarop een rode schuinbalk met daarop drie gouden sterren. Niet vermeld is dat de sterren elk zes punten hebben. Op het schild staat een gravenkroon.

## Vergelijkbare wapens
Het wapen van Noordwoude was gebaseerd op het wapen van Noordplas en dat van Hazerswoude. De gemeente Hazerswoude was de gemeente waar het waterschap in actief was. Hazerswoude komt, gespiegeld, terug in het vrijkwartier, de rest van het wapen is gelijk aan dat van Noordplas.

Het wapen van Noordplas
Het wapen van Hazerswoude